# John Gardner (compositore)
John Gardner, CBE (Manchester, 2 marzo 1917 – Liss, 12 dicembre 2011), è stato un compositore britannico, particolarmente noto per la sua composizione per coro e organo Tomorrow Shall Be My Dancing Day, così come per l'arrangiamento del carol tradizionale inglese The Holly and the Ivy.

## Biografia
Gardner nacque a Manchester, ma crebbe a Ilfracombe, nel Devon settentrionale. Suo padre era un dottore e un compositore amatoriale, morto da soldato verso la fine della prima guerra mondiale.

Gardner frequentò inizialmente la Eagle House e il Wellington College.

Era appassionato di jazz, ma si concentrò sulla musica classica e presto iniziò a comporre. Già nel 1936 la Oxford University Press pubblicò un suo intermezzo per organo. Nello stesso anno Gardner ottenne una borsa di studio per l'Exeter College di Oxford. 

A Oxford conobbe il compositore Arthur Benjamin, cui dedicò la sua Rapsodia per oboe e quartetto d'archi. Sempre a Oxford conobbe Theodor Adorno, con il quale suonò numerosi duetti.

Nel 1959 divenne membro della Royal Academy of Music, nel 1976 fu insignito del titolo di Commander of the Order of the British Empire (CBE) e nel 1997, a ottant'anni, è divenuto membro onorario della Royal Philharmonic Society.